# Coronavirus de Roussette GCCDC1
Betacoronavirus cororeum
Espèce
Betacoronavirus cororeum, aussi appelé Coronavirus de Roussette GCCDC1 d'après son ancien nom scientifique Rousettus bat coronavirus GCCDC1 (Ro-BatCoV GCCDC1), est une espèce de Betacoronavirus du groupe D (Nobecovirus). C'est un virus enveloppé à ARN monocaténaire à polarité positive recombinant.

## Espèce hôte
Il a été identifié chez la chauve-souris frugivore Rousettus leschenaulti (Roussette de Leschenault) du Yunnan en 2016.
Une souche apparentée a été retrouvée dans une colonie captive de chauves-souris Eonycteris spelaea capturées à Singapour.

## Histoire évolutive
Le Ro-BatCoV GCCDC1 dispose d'un gène inconnu chez les autres coronavirus, qui semble provenir du gène p10 d'un orthoreovirus de chauve-souris. Ce gène p10 est fonctionnel et induit la formation de syncytiums cellulaires, ce qui suggère l’hypothèse que ce virus résulte d'une recombinaison hétérologue interfamiliale entre un virus à ARN simple brin de sens positif et un virus à ARN segmenté double brin.